# Holzhäuser Heckethaler

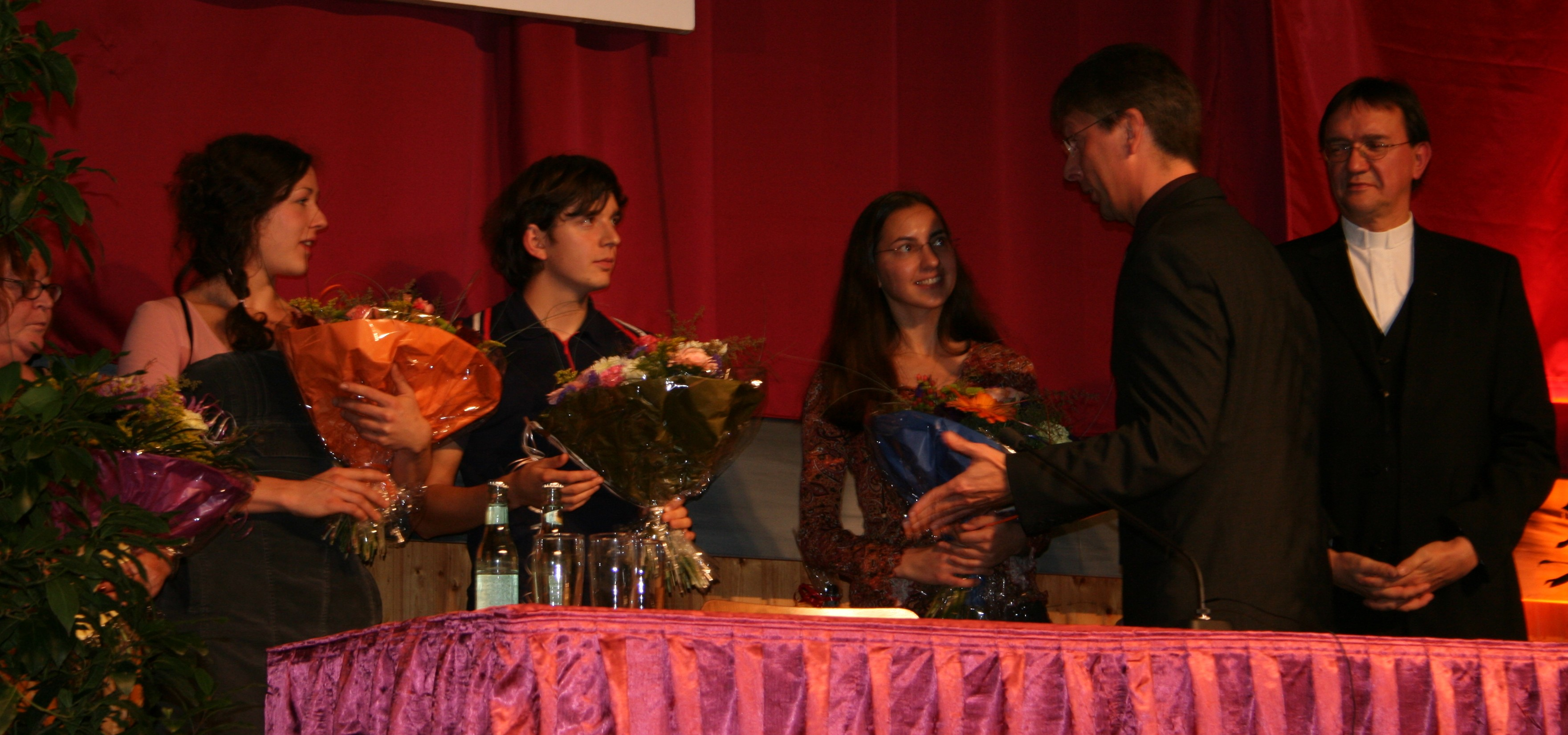
Preisträger des Holzhäuser Heckethaler 2006

Der Holzhäuser Heckethaler ist ein von dem Schriftstellerehepaar Dagmar Garbe und Dr. Burckhard Garbe vorgeschlagener nordhessischer Literaturpreis, der am Anfang unter der Bezeichnung Literatur-Nachwuchs-Preis verliehen wurde. Er möchte deutsch schreibende literarische Talente aufspüren und mit dem Preisgeld und der öffentlichen Sichtbarkeit der Schriftsteller fördern. Nach dem Tod der Initiatoren ist die Stadt Immenhausen ideelle Trägerin des Wettbewerbs.

## Historie
Der Preis besteht seit 2002 und wurde von dem Schriftstellerehepaar Dagmar Garbe und Dr. Burckhard Garbe initiiert. Das Ehepaar fungierte als ehrenamtliche Zentraljury des Wettbewerbs. Nach dem Ableben seiner Frau im Jahr 2012 leitete Dr. Burckhard Garbe bis 2015 die Jury. Der Wettbewerb wurde in verschiedenen Versionen mit unterschiedlichen Anforderungen durchgeführt. Vom Jahr 2002 bis zum Jahr 2010 war der Literaturpreis beschränkt auf Autoren unter 30 Jahren. Im Jahr 2006 fand der Wettbewerb unter dem Thema „Warum eigentlich nicht?“ statt. Teilnahmeberechtigt waren Autoren im Alter von 16 bis 30 Jahren und es wurden insgesamt rund 190 Einsendungen registriert. Für das Jahr 2010 lautete das Thema „2020!?“ und richtete sich an junge Autoren zwischen 14 und 30 Jahren. 102 Texte wurden eingereicht, davon sieben aus Österreich und einer aus der Schweiz. Im Jubiläumsjahr 2011 beschloss die Jury, kein Thema auszuschreiben und Autoren über 50 Jahre wurden zum Wettbewerb zugelassen. Die Dotierung erhöhte sich auf insgesamt 2000 Euro und es erfolgten rund 900 Einsendungen.
Für das Ausschreibungsjahr 2012 nahm die Jury Änderungen am Namen des Preises vor, der seitdem als Holzhäuser Heckethaler – Nordhessischer Literaturpreis verliehen wird. Seitdem wurde der Wettbewerb mit jährlich wechselnden Themen ausgeschrieben, wobei nun Texte von Autoren unter 30 Jahren und von Autoren über 50 Jahren zugelassen waren. Bei den Autoren über 50 Jahren war nur jeweils ein Text im Wettbewerb zugelassen. Im Jahr 2012 wurden insgesamt 583 Kurzgeschichten eingesandt. Ab dem Jahr 2013 wurde die mittlere Alterskategorie von 31 bis 50 Jahren zugelassen.
Im Jahr 2019, zur 18. Ausschreibung, wurden zum Thema „Neustart“ (Prosatexte) ein allgemeiner Preis und ein Preis für ausschließlich junge hessische Autorinnen und Autoren ausgeschrieben. Zusätzlich besteht für jeden der beiden Wettbewerbe ein Publikumspreis. Der 19. Wettbewerb wurde im Corona-Jahr 2020 unter dem Thema Jubiläum durchgeführt. Es können bis zu drei deutschsprachige Kurzprosatexte eingereicht werden. Aus allen Einsendern werden drei Autoren ausgewählt, die ihre Werke jeweils am letzten Samstag im Oktober im Rahmen einer Lesung im Ortsteil Holzhausen der Stadt Immenhausen präsentieren.

## Dotierung
Gestiftet wird der Holzhäuser Heckethaler von der Stadtsparkasse Grebenstein, mit Unterstützung durch die Stadt Immenhausen und der Vereinsgemeinschaft Immenhausen-Holzhausen und neun Jurorinnen und Juroren.
Ab dem Jahr 2002 bestand ein Preisgeld von insgesamt 1.000 Euro und ab dem Jahr 2011 wurde das Preisgeld auf insgesamt 2.000 Euro angehoben.
Im Wettbewerb für das Jahr 2019 wurde das Preisgeld wie folgt aufgeteilt: Der Gewinner Nordhessischer Literaturpreis erhält 500 €, der Zweitplatzierte erhält 300 €. Für den Gewinner des Wettbewerbs Jugend-Literaturpreis wird eine Prämierung mit 500 € und für den Zweitplatzierten mit 300 € vorgenommen. Zusätzlich besteht in jedem der beiden Wettbewerbe ein Publikumspreis.

## Preisträger
| Jahr Thema                   | Kategorie                                                         | Preisträger | Publikumspreis | Besonderheit                                                                    |
| 2002 Dorfleben               | 1. Preis 2. Preis 3. Preis                                        | Matthias Lohr aus Bad Zwesten Heiko Paulheim aus Hofgeismar Gerald Gries aus Hamburg                                                   | Nicht verliehen |                                                                                 |
| 2003 Schattenwelten          | 1. Preis 2. Preis 3. Preis                                        | Pascal Schäfer aus Blieskastel Gerald Gries aus Hamburg Julie Tina Leuze aus Stuttgart                                                 | Nicht verliehen | Festansprache von Dr. Udo Schlitzberger                                         |
| 2004 Toleranz                | 1. Preis 3. Preis                                                 | Carolin Brandl aus Ingolstadt Melanie Schade aus Northeim Claudia Schuler aus Werther Katja Kutsch aus Hürth                           | Nicht verliehen | Festansprache von Horst Seidenfaden geteilter 1. und 3. Preis                   |
| 2005 Träume                  | 1. Preis 2. Preis                                                 | Anna-Pia Kerber aus Ehrenberg Julia Albrecht aus Elmshorn Christina Kühnl aus München                                                  | Nicht verliehen | Festansprache von Dr. Werner Neusel geteilter 2. Preis                          |
| 2006 Warum eigentlich nicht? | 1. Preis 2. Preis 3. Preis                                        | Carola Gruber aus Hildesheim Christoph Aistleitner aus Graz/Österreich Mareike Schneider aus Hildesheim                                | Nicht verliehen | Festansprache von Bischof Prof. Dr. Martin Hein                                 |
| 2007 Ein Fest                | 1. Preis 2. Preis 3. Preis                                        | Nadine Jansen aus Köln Katharina Flemming aus Leipzig Wildis Streng aus Karlsruhe                                                      | Katharina Flemming aus Leipzig                                                                                             | Festansprache von Alfred Hartenbach                                             |
| 2008 Atemlos                 | 1. Preis 2. Preis 3. Preis                                        | Roman Schaupp aus Ellwangen David Vondracek aus Fahrenzhausen Henrik Lode aus Berlin                                                   | Henrik Lode aus Berlin | Festansprache von Klaus-Dieter Fischer                                          |
| 2009 Abgefahren              | 1. Preis 2. Preis 3. Preis                                        | Fleur Chantal Möller aus Immenhausen-Holzhausen Clarissa Gerhardy aus Katlenburg Andreas Stichmann aus Leipzig                         | Fleur Chantal Möller aus Immenhausen-Holzhausen Andreas Stichmann aus Leipzig                                              | Festansprache von Karl-Christian Schelzke geteilter Publikumspreis              |
| 2010 2020!?                  | 1. Preis 2. Preis 3. Preis                                        | Eva Siegmund aus Berlin Christine Nicole Schub aus Kiel Lilli Hölzlhammer aus München                                                  | Christine Nicole Schub aus Kiel                                                                                            | Festansprache von Eva Kühne-Hörmann                                             |
| 2011 Ohne Themenvorgabe      | 1. Preis, 14–30 Jahre 2. Preis, 14–30 Jahre 3. Preis, 14–30 Jahre | Viktoria Schüßler aus Köln Rouven Hehlert aus Trier Anne Südbeck aus Göttingen                                                         | Rouven Hehlert aus Trier                                                                                                   | Festansprache von Dagmar Garbe und Burckhard Garbe (Initiatoren Literaturpreis) |
|                              | 1. Preis, ab 50 Jahre 2. Preis, ab 50 Jahre 3. Preis, ab 50 Jahre | Irma Krauß aus Buttenwiesen bei Augsburg Marlies Kalbhenn aus Espelkamp bei Minden Doris Bewernitz aus Berlin Stephan Sarek aus Berlin | Nicht verliehen | geteilter 3. Preis                                                              |
| 2012 Ohne Themenvorgabe      | 1. Preis, 14–30 Jahre 2. Preis, 14–30 Jahre 3. Preis, 14–30 Jahre | Anja Mäderer aus Würzburg Rebecca Richter aus Dormagen Vera Buck aus Zürich/Schweiz                                                    | Vera Buck aus Zürich/Schweiz                                                                                               |                                                                                 |
|                              | 1. Preis, ab 50 Jahre 2. Preis, ab 50 Jahre 3. Preis, ab 50 Jahre | Birgitte Pokornik aus Plankenberg/Österreich Ingo Cesaro aus Kronach Paul-Albert Wagemann aus Berlin                                   | Birgitte Pokornik aus Plankenberg/Österreich                                                                               |                                                                                 |
| 2013 20 – und nun?           | 1. Preis, 14–30 Jahre 2. Preis, 14–30 Jahre                       | Eva Stadlbauer aus Wien Lily Beier aus Gevelsberg                                                                                      | Eva Stadlbauer aus Wien |                                                                                 |
| 40 – und nun?                | 1. Preis, 31–50 Jahre 2. Preis, 31–50 Jahre                       | Carola Plambeck-Lampe aus Hamburg Christina Reinemann aus Kassel                                                                       | Carola Plambeck-Lampe aus Hamburg                                                                                          |                                                                                 |
| 60 – und nun?                | 1. Preis, ab 51 Jahre 2. Preis, ab 51 Jahre                       | Petra Kroner aus Frankfurt Clemens Füsers aus Möser bei Berlin                                                                         | Petra Kroner aus Frankfurt                                                                                                 |                                                                                 |
| 2014 Grenzerfahrung          | 1. Preis, 14–30 Jahre 2. Preis, 14–30 Jahre                       | Marcus Kindlinger aus Wuppertal Katharina Stegen aus Tübingen                                                                          | Marcus Kindlinger aus Wuppertal                                                                                            |                                                                                 |
|                              | 1. Preis, 31–50 Jahre 2. Preis, 31–50 Jahre                       | Ralf Schwob aus Groß-Gerau Ulrike Eifler aus Marburg-Haddamshausen                                                                     | Ralf Schwob aus Groß-Gerau                                                                                                 |                                                                                 |
|                              | 1. Preis, ab 51 Jahre 2. Preis, ab 51 Jahre                       | Marlies Kalbhenn aus Espelkamp bei Minden Elke Schneider aus Möser bei Magdeburg                                                       | Marlies Kalbhenn aus Espelkamp bei Minden                                                                                  |                                                                                 |
| 2015 Eine heitere Geschichte | 1. Preis, 14–30 Jahre 2. Preis, 14–30 Jahre                       | Jonas Zauels aus Bonn Josepa Gelfert aus Meißen                                                                                        | Jonas Zauels aus Bonn |                                                                                 |
|                              | 1. Preis, 31–50 Jahre 2. Preis, 31–50 Jahre                       | Heidi Fasig aus Buchholz in der Nordheide Martina Mittelberger aus Bludenz/Österreich                                                  | Martina Mittelberger aus Bludenz/Österreich                                                                                |                                                                                 |
|                              | 1. Preis, ab 51 Jahre 2. Preis, ab 51 Jahre                       | Dr. Klaus Paffrath aus Elleben-Riechheim Christiane Röper aus Iserlohn                                                                 | Dr. Klaus Paffrath aus Elleben-Riechheim                                                                                   |                                                                                 |
| 2016 Jubiläumsveranstaltung  | 1. Preis 2. Preis                                                 | Heidi Fasig aus Buchholz in der Nordheide Matthias Lohr aus Kassel                                                                     | | 15 Jahre Holzhäuser Heckethaler Die besten Geschichtender Jahre 2002-2015       |
| 2016 Fünfzehn                | 1. Preis, 14–30 Jahre                                             | Leonie Fleige aus Coesfeld | Leonie Fleige aus Coesfeld                                                                                                 | Vergeben wurden nur die 1. Preise                                               |
|                              | 1. Preis, 31–50 Jahre                                             | Frauke Angel aus Dresden | Nicht verliehen | Vergeben wurden nur die 1. Preise                                               |
|                              | 1. Preis, ab 51 Jahre                                             | Frank D. Badenius aus Stelle | Nicht verliehen | Vergeben wurden nur die 1. Preise                                               |
| 2017 Komische Vögel          | 1. Preis, 14–29 Jahre 2. Preis, 14–29 Jahre                       | Katharina Lazar aus Göttingen Jonas Kuhn aus Vellmar                                                                                   | Jonas Kuhn aus Vellmar | Preisvergabe nur an Teilnehmer aus Hessen bzw. geboren in Hessen                |
|                              | 1. Preis, ab 14 Jahre 2. Preis, ab 14 Jahre                       | Jens Deeg aus Leipzig Dr. Marlene Bach aus Heidelberg                                                                                  | Jens Deeg aus Leipzig | Preisvergabe an alle Teilnehmer der Altersstufe                                 |
| 2018 Glück                   | 1. Preis, 14–29 Jahre 2. Preis, 14–29 Jahre                       | Marvin Hucke aus Fulda Milan Weber aus Leun                                                                                            | Marvin Hucke aus Fulda | Preisvergabe nur an Teilnehmer aus Hessen bzw. geboren in Hessen                |
|                              | 1. Preis, ab 14 Jahre 2. Preis, ab 14 Jahre                       | Anna Oldenburg aus Nürnberg Renate Handge aus Velbert                                                                                  | Anna Oldenburg aus Nürnberg                                                                                                | Preisvergabe an alle Teilnehmer der Altersstufe                                 |
| 2019 Neustart                | 1. Preis, 14–29 Jahre 2. Preis, 14–29 Jahre                       | Paul Reiß aus Ahnatal-Weimar Jana Liebel aus Grebenstein                                                                               | Paul Reiß aus Ahnatal-Weimar                                                                                               | Preisvergabe nur an Teilnehmer aus Hessen bzw. geboren in Hessen                |
|                              | 1. Preis, ab 14 Jahre 2. Preis, ab 14 Jahre                       | Jochen Mariss aus Bielefeld Marlies Kalbhenn aus Espelkamp                                                                             | Marlies Kalbhenn aus Espelkamp                                                                                             | Preisvergabe an alle Teilnehmer der Altersstufe                                 |
| 2020 Jubiläum                | 1. Preis, 14–29 Jahre 2. Preis, 14–29 Jahre                       | Paul Reiß aus Ahnatal-Weimar für Mondschein matters Sofia Ledderhose aus Calden-Fürstenwald, für Elisabeth                             | Der Publikumspreis 2020 wurde nicht vergeben und die öffentliche Preisverleihung wurde wegen der Corona-Pandemie abgesagt. | Preisvergabe nur an Teilnehmer aus Hessen bzw. geboren in Hessen                |
|                              | 1. Preis, ab 14 Jahre 2. Preis, ab 14 Jahre                       | Sonja Dohrmann aus Hamburg für Klassentreffen Barbara Schilling aus Potsdam für Der Nachbar                                            | Der Publikumspreis 2020 wurde nicht vergeben und die öffentliche Preisverleihung wurde wegen der Corona-Pandemie abgesagt. | Preisvergabe an alle Teilnehmer der Altersstufe                                 |